# Ignacy Rosenstock
Ignacy Rosenstock (ur. 25 października 1889 w Bochni, zm. 29 maja 1935 w Krakowie) – polski działacz sportowy, sędzia piłkarski, dziennikarz sportowy – współzałożyciel i pierwszy redaktor naczelny Przeglądu Sportowego, inżynier.

## Życiorys
Pochodził z rodziny żydowskiej, był synem Bernarda (właściciela restauracji i hotelu w Krakowie) i Sabiny. Uzyskał wykształcenie inżynierskie, był zastępcą radcy Izby Przemysłowo-Handlowej w Krakowie oraz przedstawicielem Fabryki Kabli S.A. w Krakowie.
Położył wielkie zasługi jako działacz piłkarski. W 1914 współtworzył Kolegium Sędziów Piłki Nożnej dla Galicji Zachodniej, w 1919 był w gronie założycieli Polskiego Związku Piłki Nożnej (1920–1921 zasiadał w zarządzie). Zainicjował utworzenie Wydziału Spraw Sędziowskich przy PZPN i był jego pierwszym przewodniczącym (1919–1921), opracował pierwsze regulaminy sędziowskie. Był również współtwórcą Krakowskiego Kolegium Sędziów Piłki Nożnej (i jego przewodniczącym), członkiem zarządu Krakowskiego Okręgowego Związku Piłki Nożnej, działaczem (m.in. wiceprezesem) klubu Garbarnia Kraków. Działał jednocześnie jako sędzia piłkarski. Jest uważany za jednego z pomysłodawców utworzenia polskiej ligi piłkarskiej.
W 1921 był członkiem Komitetu Założycielskiego Przeglądu Sportowego, od maja do listopada t. r. pełnił funkcję pierwszego redaktora naczelnego. Po przeniesieniu pisma do Warszawy pozostał jego krakowskim korespondentem. Był prezesem Związku Publicystów Sportowych w Krakowie.
W latach 1923–1926 był kapitanem związkowym (selekcjonerem) Krakowskiego Okręgowego Związku Piłki Nożnej. 29 czerwca 1924 prowadził mecz reprezentacji Polski z Turcją w Łodzi w zastępstwie nieobecnego kapitana związkowego PZPN Adama Obrubańskiego. Przypadł mu zaszczyt odniesienia pierwszego zwycięstwa polskiego zespołu narodowego w meczu międzypaństwowym rozegranym w kraju (2:0, bramki zdobyli Mieczysław Balcer i Henryk Reyman).
Rosenstock zmarł po nieudanej operacji ślepej kiszki i został pochowany na cmentarzu żydowskim w Krakowie przy ul. Miodowej. Został uczczony minutą ciszy na stadionach piłkarskich okręgu krakowskiego 2 czerwca 1935. Był żonaty, miał córkę.